# Lozove
Lozove (ukrainien : Лозове, russe : Лозовое) est une commune urbaine de l'oblast de Khmelnytskyï, en Ukraine. Elle compte 1 516 habitants en 2021.